# Стара Букувка
Стара Букувка (пол. Stara Bukówka) — село в Польщі, у гміні Жаб'я Воля Ґродзиського повіту Мазовецького воєводства.
У 1975-1998 роках село належало до Скерневицького воєводства.